# ハンバー装甲車
ハンバー装甲車は、第二次世界大戦中に最も広汎に生産されたイギリスの装甲車の一つである。本車はハンバー軽偵察車の補充として配備され、戦争終結まで軍務に就いた。

## 歴史
本車はルーツ・グループによって生産された。ハンバー装甲車は基本的にキャリアーKT4砲兵トラクターのシャーシにガイ装甲車の車体を組み合わせたものである。最初の発注では1940年に500輌が命じられた。量産は1941年に開始され、1945年に生産が終了するまでに総計で3,652輌が製造された。半数以上が37mm砲を装備したマークIVである。
この車輛は1941年後半から北アフリカ戦線に投入され、第11軽騎兵連隊と他の部隊で使用された。また他にも、ヨーロッパ戦線のイギリス軍偵察連隊やカナダ軍歩兵師団で広汎に用いられた。いくつかの車輛はイランの補給ルートの警備任務にあたった。ハンバー装甲車はビルマでも用いられた。
捕獲されたマークIV型の車輛が、アーネムで、武装親衛隊の第9SS装甲師団ホーエンシュタウフェン隷下の偵察大隊によって使用された。
第二次大戦後、ハンバー装甲車は1948年から1949年までエジプトで使用され、それらの一部は第一次中東戦争でイスラエルにより鹵獲されて使用された。またビルマ、セイロン、キプロス、デンマーク、メキシコ、オランダ、ポルトガルでも用いられた。
ハンバー装甲車はインドのニザーム藩王国の兵力によって、インド軍に対抗して投入された。1948年のポロ作戦中のことである。
いくつかの展示車輛、または稼働できる車輛は北アメリカとヨーロッパを通じて配分されたものである。ボービントン戦車博物館にはマークIが、オランダ騎兵隊博物館にはマークVIが展示されている。
しかしながら、今日の多くの蒐集家と熱心な愛好者にとり極めて残念であることに、大部分のイギリス軍に配備されていたハンバー装甲車は、軍務から退役した後、射撃訓練の的に使われて終わった。

## 派生型

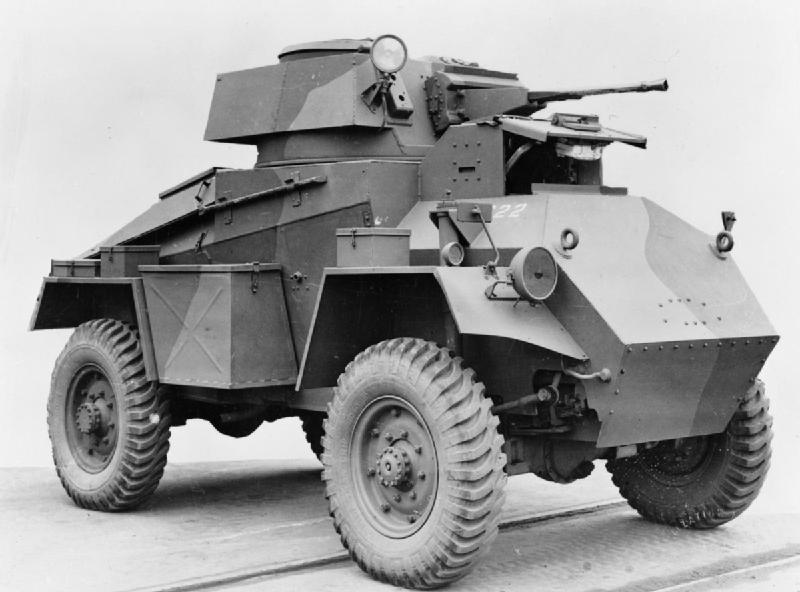
マークI。ガイ マークIA装甲車との類似に注意。

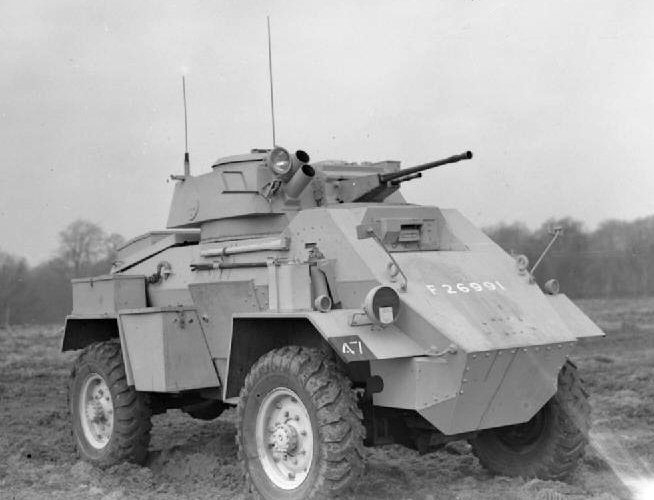
マークII。再設計された傾斜装甲に注目。

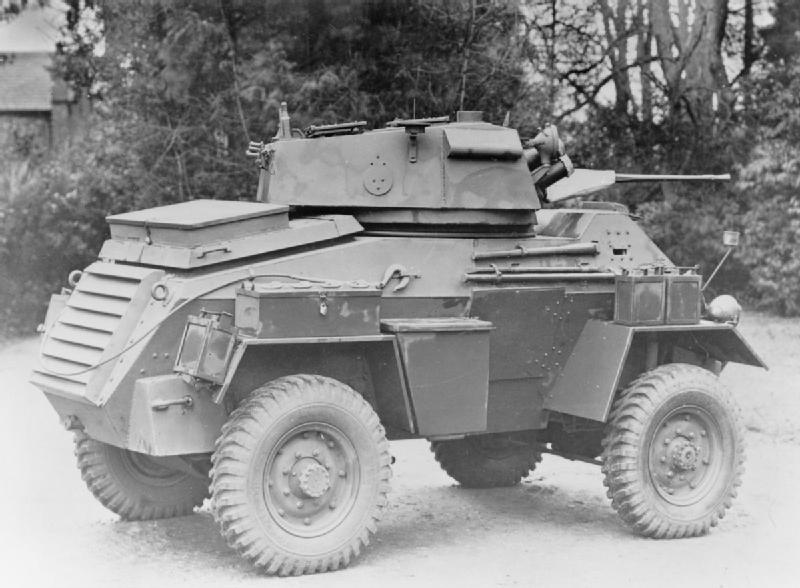
マークIV。砲塔のオーバーハングに注目。

マークI

原型車両。ガイ装甲車の車体をベースにしている。口径15mmと7.92mmのベサ機関銃を装備している。搭乗員は3名で、車長、操縦手、銃手から成る。300輌が生産された。
マークI AA / クワッド AA
このマークIは従来と異なる砲塔に4挺の7.92mmベサ機関銃を装備、垂直に近い角度まで仰角を起こすことができ、対空照準が行えた。この車輛は装甲車部隊に対空支援能力を与えたが、連合軍の航空優勢から、本車の必要性は薄れていった。
マーク II

砲塔を換装し、操縦室とラジエーター周りの装甲を強化した。440輌を生産。
マークII OP
前進観測車。2挺の7.92mmベサ機関銃を装備。
マークIII
より大きな3人乗りの砲塔に無線手を配置、車長の仕事から無線操作を除いた。
マークIV

15mmベサ機関銃のかわりに、アメリカ製のM5またはM6 37㎜砲を装備。この砲はより高初速であった。砲の後座長が大きくなり、3人目の乗員（無線手）の位置が変更された。また新しい砲と乗員の位置に対応して砲塔ハッチが改修された。2,000輌を生産。